# Wolfgang Schwarz (Eiskunstläufer)
Wolfgang Schwarz (* 14. September 1947 in Wien) ist ein ehemaliger österreichischer Eiskunstläufer, der im Einzellauf startete. Er ist der Olympiasieger von 1968.

## Leben und Karriere

### Eiskunstlaufkarriere
Sein größter Erfolg war der überraschende Olympiasieg bei den X. Winterspielen in Grenoble 1968 vor dem US-Amerikaner Tim Wood und dem Franzosen Patrick Péra. Sein eigentlich favorisierter Landsmann Emmerich Danzer wurde in diesem Wettkampf nur Vierter.
Bei Weltmeisterschaften und Europameisterschaften konnte Schwarz Danzer allerdings nie schlagen und blieb damit ohne Titelgewinn. 1966 und 1967 wurde er Vize-Weltmeister hinter Danzer und von 1966 bis 1968 auch Vize-Europameister hinter ihm. Nach seinem Abgang vom Leistungssport war er 1968 und 1969 bei der Eisshow Holiday on Ice.

## Ergebnisse
| Wettbewerb / Jahr       | 1964 | 1965 | 1966 | 1967 | 1968 |
| ----------------------- | ---- | ---- | ---- | ---- | ---- |
| Olympische Winterspiele | 15.  |      |      |      | 1.   |
| Weltmeisterschaften     |      | 7.   | 2.   | 2.   |      |
| Europameisterschaften   | 7.   | 5.   | 2.   | 2.   | 2.   |

## Prozesse
2002 wurde Schwarz wegen Mädchenhandels in Österreich zu einer Haftstrafe von eineinhalb Jahren verurteilt. Eine weitere Haftstrafe erhielt er 2006. Wegen versuchter Anstiftung zu der Entführung der 18-jährigen Tochter eines Millionärs wurde er in erster Instanz zu acht Jahren Gefängnis verurteilt. Da er die letztere Tat während des Haftaufschubes (aufgrund eines Hautkrebsleidens) für seine erste Strafe beging, wurde er vom Berufungsgericht Anfang März 2007 zu zehn Jahren und sechs Monaten rechtskräftig verurteilt. Gegen das Urteil des Erstgerichtes hatten Schwarz und der Staatsanwalt berufen. Anfang 2014 wurde Schwarz nach Vollzugslockerungen in den vorhergehenden Jahren endgültig aus der Strafhaft entlassen.

## Auszeichnungen (Auszug)
- 1996: Goldenes Ehrenzeichen für Verdienste um die Republik Österreich[3]